# Felix de Azara

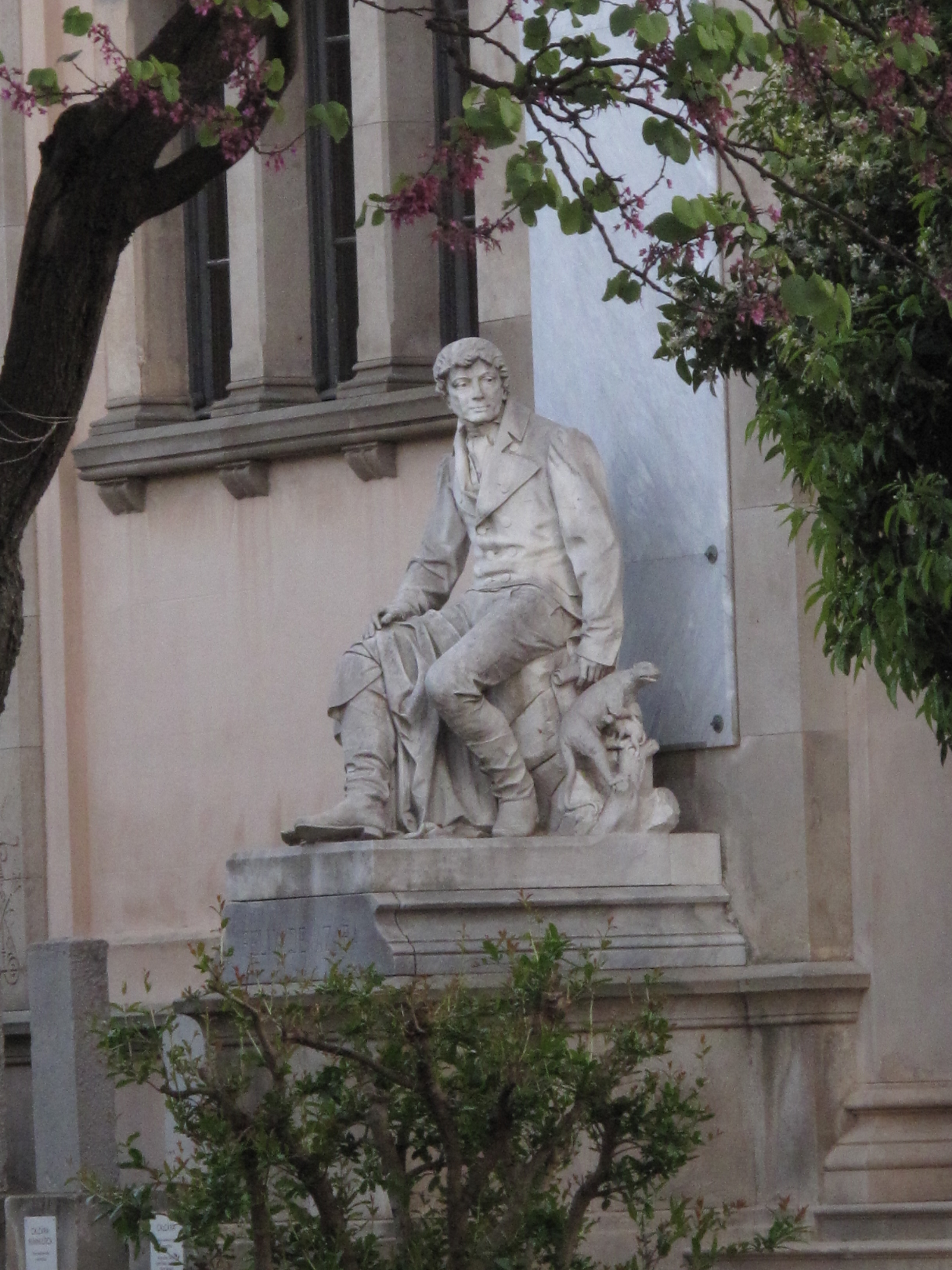
Eduard Alentorn: Felix de Azara (Barcelona, a Martorell Múzeum előtt)

Don Felix de Azara (Barbuñales, 1742. május 18. – Barbuñales,  1821. október 20.) spanyol katonai mérnök, természetbúvár, ornitológus, a Río de la Plata vidékének első feltérképezője és leírója.
1767-ben mérnök hadnagy lett a spanyol hadseregben, és részt vett az Algír elleni spanyol támadásban 1775-ben. Súlyos sebesülése ellenére dandártábornokká léptették elő.
1781–1801 között térképezte fel Dél-Amerika jelentős részét (a mai Argentína, Uruguay és Paraguay határvidékén) az Atlanti-óceán és a Kordillerák között, bejárva a pampák nagy részét. Spanyol, illetve francia nyelvű könyveiben hűen és részletesen írta le a felmért terület domborzatát és vízrajzát, éghajlatát, növény- és állatvilágát, népességét.

## Fordítás
- Ez a szócikk részben vagy egészben  a   Félix de Azara című angol Wikipédia-szócikk ezen változatának fordításán alapul.  Az eredeti cikk szerkesztőit annak laptörténete sorolja fel. Ez a jelzés csupán a megfogalmazás eredetét és a szerzői jogokat jelzi, nem szolgál a cikkben szereplő információk forrásmegjelöléseként.